# 1,2,3,4,6-Pentagalloyl glucose
Le 1,2,3,4,6-Pentagalloyl glucose (PGG en abrégé) est un gallotanin, un type de tanins hydrolysables.